# 陳本忠
陳本忠（?—?），字伯思，昌平（今屬北京）人。
乾隆三十四年（1769年）進士，歷官戶部郎中，提督貴州學政。姚鼐曰：“余始识竹君（朱筠）先生，因昌平陈伯思。是时皆年二十馀，相聚慷慨论事，摩厉讲学，其志诚伟矣，岂第欲为文士已哉！先生与伯思，皆高才耽酒。伯思中年致酒疾，不能极其才。先生以文名海内，豪逸过伯思，而伯思持论稍中焉。”